# خوسيه نويل بيريز دي ألبا
خوسيه نويل بيريز دي ألبا هو سياسي مكسيكي، ولد في 21 سبتمبر 1961 في ولاية خاليسكو في المكسيك. نشط حزبياً في الحزب الثوري المؤسساتي. وقد انتخب عضو مجلس النواب المكسيك ‏.